# Björkholmen och Snärholmen
Björkholmen och Snärholmen är en ö i Finland. Den ligger i Bottenhavet och i kommunerna Närpes och Kaskö i landskapet Österbotten, i den västra delen av landet. Ön ligger omkring 85 kilometer söder om Vasa och omkring 320 kilometer nordväst om Helsingfors.
Öns area är 12 hektar och dess största längd är 1 kilometer i nord-sydlig riktning.